# Valantina Abu Oqsa
Valantina Abu Oqsa es una actriz, directora teatral, poeta y dramaturga palestina. Fue galardonada con el Premio Etel Adnan 2012 para mujeres dramaturgas anunciado por su obra I Am Free.

## Trayectoria
Abu Oqsa nació en el pueblo de Mi'ilya, en la Alta Galilea, al norte de Israel, el 3 de diciembre de 1967. Vive en Haifa (Israel) con su marido y sus hijos.
Abu Oqsa es miembro del Comité Directivo de la Décima Conferencia Internacional de Mujeres Dramaturgas (WPIC) de Ciudad del Cabo. En 1986 comenzó su carrera teatral en el grupo Al Hakawati de Jerusalén, tras un año y medio de estudios teatrales en Tel Aviv y Jerusalén. En el teatro, es editora, guionista, directora y productora. Participó en producciones teatrales en Palestina y actuó en ciudades de Europa, Estados Unidos y países árabes, en varios idiomas. Es una de las cofundadoras de la Liga Palestina de Teatro en Jerusalén.
El 9 de abril de 2002, durante la batalla de Yenín, un grupo de activistas palestinos intentó llevar suministros y medicinas al campo de refugiados de Yenín. Abu Oqsa estaba entre ellos y un soldado israelí le disparó en el brazo izquierdo, por lo que perdió por completo el uso del codo izquierdo. Los palestinos la conocieron como la «artista luchadora.

## Obras de teatro
Su obra I Am Free fue descrita como «conmovedora, realista y cruel, es una dramática declaración política». Su lenguaje encantador, sus personajes de una profundidad inusitada y su enfoque único de un tema muy importante despiertan -o deberían despertar- la admiración de otros dramaturgos, independientemente de su clase, sexo, gusto y etnia".

### Actriz
- The Youbeel
- I Am Free/Soy libre.....
- Kofr Shamma
- Natreen Faraj (Esperando a Godou)
- Kharbasheh fi Mahatta (Un lío en la estación)
- Al Aydi Al Qathera (Las manos sucias)
- Bait As Sayyeda (La casa de Bernarda Alba)
- La…Lam Yamot (No... no murió)
- Gilgamesh did not die (adaptación de la leyenda griega Gilgamesh)
- Blood Wedding (Bodas de sangre)
- Mahatta

### Escritora y directora
- Codirigió y coescribió Kharbasheh fi Mahatta (Un lío en la estación)
- Escribió y dirigió The Dream (El sueño).
- Adaptada y dirigida por Shababeek Al-Ghazala (Las ventanas del ciervo)
- Escribió y dirigió el espectáculo de títeres Nus Nseis.
- Estableció y gestionó el Proyecto «niño Artista» en Haifa 2001-2005.

### Festivales de teatro
- el primer Festival de teatro palestino (Kharbasheh fi Mahatta)
- Festival Internacional de Teatro Rooted Moon[12] (El sueño)
- Festival Internacional de Teatro de Ammán - Amán, Jordania (Mahataa)
- Festival Internacional de Teatro Qirtaj - Qirtaj, Túnez (Bodas de sangre)
- Conferencia Internacional de Mujeres Dramaturgas (WPIC) en Estocolmo.

## Poesía
Abu Oqsa escribe poesía desde 1981. Su primer poema se publicó en 1984, en Al Etihad. Ha publicado diez de sus poemas en varios periódicos palestinos y en 1999 publicó su primer libro de poesía,  فالنتينا أبو عُقصة.

## Cine y televisión
| Año  | Título                            | Role             | Nota         |
| ---- | --------------------------------- | ---------------- | ------------ |
| 2005 | Mazeh Fee Jad                     | Umm Sami         | Series de TV |
| 2008 | Laila’s Birthday                  | mujer en la cola |              |
| 2008 | Pomegranates and Myrrh            | mariam           |              |
| 2008 | My Simple Story                   | La madre         |              |
| 2015 | Love, Theft & Other Entanglements | una mujer ciega  |              |